# The System (gruppo musicale)
The System sono stati un gruppo musicale statunitense.
Quello dei System è un techno funk che, secondo Ed Hogan di AllMusic, avrebbe "aiutato a gettare le basi per la musica pop elettronica contemporanea mediante il loro uso diretto e impenitente dei sintetizzatori e della scrittura intelligente dei brani".

## Storia
La band venne fondata nel 1982 a New York dal cantante Mic Murphy e il tastierista David Frank. Durante la loro carriera, i System pubblicarono diversi singoli di successo fra cui  The Pleasure Seekers (1985), This Is for You (1985) e Don't Disturb this Groove (1987). Loro è anche una collaborazione con il cantante Robert Palmer, You Are in My System (1983). Il gruppo si sciolse nel 1989.

## Formazione
- Mic Murphy – voce, chitarra
- David Frank – tastiere
- Paul Pesco – chitarra
- Khris Kellow – tastiere

## Discografia

### Album in studio
- 1983 – Sweat
- 1984 – X-Periment
- 1985 – The Pleasure Seekers
- 1987 – Don't Disturb This Groove
- 1989 – Rhythm & Romance
- 2000 – ESP
- 2013 – System Overload

### Singoli ed extended play
- 1982 – It's Passion
- 1983 – You Are in My System
- 1983 – Sweat
- 1984 – Promises Can Break
- 1984 – I Wanna Make You Feel Good
- 1985 – This Is for You
- 1985 – The Pleasure Seekers
- 1985 – I Don't Run From Danger
- 1987 – Don't Disturb This Groove
- 1987 – House of Rhythm / Groove
- 1987 – Nighttime Lover
- 1988 – Coming to America
- 1989 – Midnight Special
- 1989 – I Wanna Be Your Lover
- 1989 – Have Mercy

### Antologie
- 2005 – X-Periment/The Pleasure Seekers
- 2009 – Unreleased Unleashed